# Which?
Which? ist die größte britische Verbraucherorganisation mit Sitz in London, die Waren und Dienstleistungen verschiedener Anbieter untersucht und vergleicht.
Das Unternehmen mit Rechtsform Private company limited by guarantee hat die Aufgabe, Verbraucher bei ihren Kaufentscheidungen zu informieren und unabhängig zu beraten sowie über Verbraucherrechte aufzuklären.
Da es keine staatlichen Zuwendungen gibt, geschieht die Finanzierung vornehmlich durch die Beiträge der über eine halbe Million Abonnenten des Verbrauchermagazins Which?, in welchem es keine kommerzielle Werbung gibt.
Die Organisation ist Mitglied bei Consumers International, beteiligt sich im Rahmen der Dachorganisation International Consumer Research & Testing (ICRT) bei internationalen vergleichenden Warentests und kooperiert hierbei auch mit der deutschen Stiftung Warentest.